# Sonchus tenerrimus
Espèce
Sonchus tenerrimus (le Laiteron délicat) est une espèce de plante à fleurs de la famille des Astéracées d'origine méditerranéenne.

## Description
C'est une plante herbacée.

## Synonymes
- Sonchus dianae Lacaita ex Willk.
- Sonchus italus Spreng.
- Sonchus pectinatus DC.
- Sonchus tener Salisb.
- Sonchus tenuifolius Nutt.

## Liste des sous-espèces
Selon Catalogue of Life (9 déc. 2012) :
- sous-espèce Sonchus tenerrimus subsp. tenerrimus